# Kelbadjar (Azerbaïdjan)
Kelbadjar ou Kalbajar (en azéri : Kəlbəcər) est une ville située dans le raion de Kelbadjar en Azerbaïdjan. De 1993 à 2020, elle portait le nom de Karvachar ou Qarvachar (en arménien : Քարվաճառ) et était la capitale de la région de Chahoumian au Haut-Karabagh.
Le 25 novembre 2020, conformément à l'accord de cessez-le-feu qui a mis fin à la seconde guerre du Haut-Karabagh, la ville, ainsi que le district environnant, ont été restitués à l'Azerbaïdjan.

## Géographie
Située dans la vallée du Tartar, elle se trouve à 458 kilomètres de la capitale Bakou.

## Démographie
Elle comptait 7 246 habitants avant sa prise par les forces arméniennes le 2 avril 1993, pendant la première guerre du Haut-Karabakh, qui fut suivie d'importants mouvements de population. En 2010, elle comptait 600 habitants.

## Histoire

### Conflit entre l'Arménie et l'Azerbaïdjan
La ville est occupée par les forces arméniennes à la suite de leur victoire dans la première guerre du Haut-Karabagh, qui prend fin en 1994. La ville ne fait pas partie de l'ancien oblast autonome du Haut-karabagh, mais se trouve sur le corridor reliant celui-ci à la république d'Arménie.
La résolution n° 822 du Conseil de sécurité de l'ONU exige en 1993 le retrait de ce territoire des forces armées locales arméniennes. Un accord proposé par le groupe de Minsk de l'OSCE (« accord global », juillet 1997), accepté par les gouvernements arménien et azéri, prévoit le retrait des troupes aux frontières de 1988, c'est-à-dire, à celles de l'oblast autonome du Haut-Karabagh et de la république socialiste soviétique d'Arménie pour les Arméniens et aux frontières de la république socialiste soviétique d’Azerbaïdjan pour les Azéris, sans compter l'oblast, en attendant l'aboutissement des négociations.
A la fin de la seconde guerre du Haut-Karabagh, et dans le cadre de l'accord signé entre l'Azerbaïdjan et l'Arménie le 10 novembre 2020, Kelbajar doit être restituée par l'Arménie à l'Azerbaïdjan le 15 novembre suivant. Des habitants arméniens expropriés incendient leur maison plutôt que de les abandonner aux Azerbaïdjanais.
Selon la déclaration trilatérale signée par les présidents de la république d'Azerbaïdjan, de la fédération de Russie et le Premier ministre de la république d'Arménie, les unités de l'armée azerbaïdjanaise entrent le 25 novembre dans la région de Kelbadjar qui est restituée à l'Azerbaïdjan.
Le 31 juillet 2023, le président Ilham Aliyev signe un décret portant instauration du 25 novembre comme le jour de la ville de Kelbadjar.